# Угловое ускорение
Угловое ускорение — псевдовекторная физическая величина, равная первой производной от псевдовектора угловой скорости по времени
{\displaystyle {\vec {\varepsilon }}={\frac {d{\vec {\omega }}}{dt}}.}
Угловое ускорение характеризует интенсивность изменения модуля и направления угловой скорости при движении твёрдого тела.

## Как приходят к понятию углового ускорения: ускорение точки твёрдого тела при свободном движении
К понятию углового ускорения можно прийти, рассматривая вычисление ускорения точки твёрдого тела, совершающего свободное движение. Скорость точки тела {\displaystyle B} при свободном движении, согласно формуле Эйлера, равна
{\displaystyle {\vec {v}}_{B}={\vec {v}}_{A}+{\vec {\omega }}\times {\vec {AB}},}
где {\displaystyle {\vec {v}}_{A}} — скорость точки тела {\displaystyle A}, принятой в качестве полюса; {\displaystyle {\vec {\omega }}} — псевдовектор угловой скорости тела; {\displaystyle {\vec {AB}}} — вектор, выпущенный из полюса в точку, скорость которой вычисляется. Дифференцируя по времени данное выражение и используя формулу Ривальса, имеем
{\displaystyle {\vec {a_{B}}}={\vec {a_{A}}}+{\vec {\varepsilon }}\times {\vec {AB}}+{\vec {\omega }}\times ({\vec {\omega }}\times {\vec {AB}})}
{\displaystyle {\vec {a_{B}}}={\vec {a_{A}}}+{\vec {a_{BA}^{rot}}}+{\vec {a_{BA}^{axis}}},}
где {\displaystyle {\vec {a}}_{A}} — ускорение полюса {\displaystyle A}; {\displaystyle {\vec {\varepsilon }}={\frac {d{\vec {\omega }}}{dt}}} — псевдовектор углового ускорения. Составляющая ускорения точки {\displaystyle B}, вычисляемая через угловое ускорение называется вращательным ускорением точки {\displaystyle B} вокруг полюса {\displaystyle A}
{\displaystyle {\vec {a}}_{BA}^{\,rot}={\vec {\varepsilon }}\times {\vec {AB}}.}
Последнее слагаемое в полученной формуле, зависящее от угловой скорости, называют осестремительным ускорением ускорением точки {\displaystyle B} вокруг полюса {\displaystyle A}
{\displaystyle {\vec {a}}_{BA}^{\,axis}={\vec {\omega }}\times \left({\vec {\omega }}\times {\vec {AB}}\right).}

## Геометрический смысл псевдовектора углового ускорения
Псевдовектор {\displaystyle {\vec {\varepsilon }}} направлен по касательной к годографу угловой скорости. Действительно, рассмотрим два значения вектора угловой скорости, в момент времени {\displaystyle t} и в момент времени {\displaystyle t+\Delta t}. Оценим изменение угловой скорости за рассматриваемый промежуток времени {\displaystyle \Delta t}
{\displaystyle \Delta {\vec {\omega }}={\vec {\omega }}(t+\Delta t)-{\vec {\omega }}(t).}
Отнесём это изменение к тому промежутку времени, за которое оно произошло
{\displaystyle {\frac {\Delta {\vec {\omega }}}{\Delta t}}={\vec {\varepsilon }}^{\,\,'}.}
Получившийся вектор называется вектором среднего углового ускорения. Он занимает положение секущей, пересекая годограф вектора угловой скорости в точках {\displaystyle M_{0}} и {\displaystyle M_{1}}. Перейдём к пределу при {\displaystyle \Delta t\to 0}
{\displaystyle \lim _{\Delta t\to 0}{\frac {\Delta {\vec {\omega }}}{\Delta t}}={\frac {d{\vec {\omega }}}{dt}}={\vec {\varepsilon }}.}
Вектор среднего углового ускорения перейдёт в вектор мгновенного углового ускорения и займёт положение касательной в точке {\displaystyle M_{0}} к годографу угловой скорости.

## Выражение вектора углового ускорения через параметры конечного поворота
При рассмотрении вращения тела через параметры конечного поворота, вектор углового ускорения можно расписать формулой
{\displaystyle {\vec {\varepsilon }}=\left(1-\cos \varphi \right)\left({\vec {u}}\times {\frac {d^{2}{\vec {u}}}{dt^{2}}}\right)+{\dot {\varphi }}\left(1+\cos \varphi \right){\frac {d{\vec {u}}}{dt}}+{\dot {\varphi }}\sin \varphi \left({\vec {u}}\times {\frac {d{\vec {u}}}{dt}}\right)+\sin \varphi \,{\frac {d^{2}{\vec {u}}}{dt^{2}}}+{\ddot {\varphi }}\,{\vec {u}},}
где {\displaystyle {\vec {u}}} — орт, задающий направление оси поворота; {\displaystyle \varphi } — угол, на который совершается поворот вокруг оси {\displaystyle {\vec {u}}}. 

## Угловое ускорение при вращении тела вокруг неподвижной оси
При вращении тела вокруг неподвижной оси, проходящей через неподвижные точки тела {\displaystyle O_{1}} и {\displaystyle O_{2}}, производные орта оси вращения равны нулю
{\displaystyle {\frac {d{\vec {u}}}{dt}}={\frac {d^{2}{\vec {u}}}{dt^{2}}}=0.}
В этом случае вектор углового ускорения определяется тривиально через вторую производную угла поворота
{\displaystyle {\vec {\varepsilon }}={\ddot {\varphi }}\,{\vec {u}}}
или
{\displaystyle {\vec {\varepsilon }}=\varepsilon \,{\vec {u}},}
где {\displaystyle \varepsilon ={\ddot {\varphi }}} — алгебраическая величина углового ускорения. В этом случае псевдовектор углового ускорения, как и угловая скорость, направлен вдоль оси вращения тела. Если первая и вторая производные угла поворота имеют одинаковый знак
({\displaystyle {\dot {\varphi }}\,{\ddot {\varphi }}>0}),
то вектор углового ускорения и вектор угловой скорости совпадают по направлению (тело вращается ускоренно). В противном случае, при {\displaystyle {\dot {\varphi }}\,{\ddot {\varphi }}<0}, векторы угловой скорости и углового ускорения направлены в противоположные стороны (тело вращается замедленно).
В курсе теоретической механики традиционным является подход, при котором понятие угловой скорости и углового ускорения вводится при рассмотрении вращения тела вокруг неподвижной оси. При этом в качестве закона движения рассматривается зависимость от времени угла поворота тела
{\displaystyle \varphi =\varphi (t).}
В этом случае закон движения точки тела может быть выражен естественным способом, как длина дуги окружности, пройденная точкой при повороте тела от некоторого начального положения {\displaystyle \varphi _{0}=\varphi (t_{0}).}
{\displaystyle s(t)=R\,\left(\varphi (t)-\varphi _{0}\right),}
где {\displaystyle R} — расстояние от точки до оси вращения (радиус окружности, по которой движется точка). Дифференцируя последнее соотношение по времени получаем алгебраическую скорость точки
{\displaystyle {\frac {ds}{dt}}=v_{\tau }=R\,{\frac {d\varphi }{dt}}=\omega \,R,}
где {\displaystyle \omega ={\frac {d\varphi }{dt}}} — алгебраическая величина угловой скорости. Ускорение точки тела при вращении может быть представлено как геометрическая сумма тангенциального и нормального ускорения
{\displaystyle {\vec {a}}_{M}={\vec {a}}_{M}^{\,\tau }+{\vec {a}}_{M}^{\,n},}
причём тангенциальное ускорение получается как производная от алгебраической скорости точки
{\displaystyle a_{M}^{\,\tau }={\frac {dv_{\tau }}{dt}}={\frac {d}{dt}}\left(\omega \,R\right)=R\,{\frac {d\omega }{dt}}=\varepsilon \,R,}
где {\displaystyle \varepsilon ={\frac {d\omega }{dt}}={\frac {d^{2}\varphi }{dt^{2}}}} — алгебраическая величина углового ускорения. Нормальное ускорение точки тела может быть вычислено по формулам
{\displaystyle a_{M}^{\,n}={\frac {v_{\tau }^{2}}{R}}=\omega ^{2}\,R.}

## Выражение псевдовектора углового ускорения через тензор поворота тела
Если поворот твёрдого тела задан тензором ранга {\displaystyle \left(1,\,1\right)} (линейным оператором), выраженным, например, через параметры конечного поворота
{\displaystyle B_{\,m}^{\,p}=\left(1-\cos \varphi \right)\,u^{\,p}\,u_{\,m}+\cos \varphi \,\delta _{\,m}^{\,p}+\sin \varphi \,g^{\,pl}\,\epsilon _{\,lkm}\,u^{\,k},}
где {\displaystyle \delta _{\,m}^{\,p}} — символ Кронекера; {\displaystyle \epsilon _{\,lkj}} — тензор Леви-Чивиты, то, псевдовектор углового ускорения может быть вычислен по формуле
{\displaystyle \varepsilon ^{\,i}={\frac {1}{2}}\,\epsilon ^{ikl}\,g_{\,lp}\,\left(B_{\,m}^{'\,p}\,{\ddot {B}}_{\,k}^{\,m}+{\dot {B}}_{\,m}^{'\,p}\,{\dot {B}}_{\,k}^{\,m}\right),}
где {\displaystyle B_{\,m}^{'\,p}} — тензор обратного преобразования, равный
{\displaystyle B_{\,m}^{'\,p}=\left(1-\cos \varphi \right)\,u^{\,p}\,u_{\,m}+\cos \varphi \,\delta _{\,m}^{\,p}-\sin \varphi \,g^{\,pl}\,\epsilon _{\,lkm}\,u^{\,k}.}